# کاتالیز اسید
در کاتالیز اسید و کاتالیز باز یک واکنش شیمیایی توسط یک اسید یا باز کاتالیز می‌شود. اسید اهدا کننده پروتون است و باز پروتون گیرنده است که به ترتیب اسید و باز Brønsted-Lowry خوانده می‌شوند. واکنش‌های متداولی که توسط انتقال پروتون کاتالیز می‌شوند، واکنش استری‌شدن و واکنش واکنش آلدول هستند. در این واکنش‌ها، اسید مزدوج گروه کربونیل یک الکترون‌دوست بهتر از گروه کربونیل خنثی است. کاتالیز با اسید یا باز می‌تواند به دو روش مختلف انجام شود: کاتالیز خاص و کاتالیز عمومی. بسیاری از آنزیم‌ها با کاتالیز اسید کار می‌کنند.